# Edinah Rotich
Edinah Rotich (ur. 27 marca 1981) – kenijska siatkarka, grająca jako przyjmująca. Obecnie występuje w drużynie Friends VC.